# 线瓣石豆兰
线瓣石豆兰（学名：Bulbophyllum gymnopus）为兰科石豆兰属下的一个种。

## 扩展阅读
- 維基物種上的相關：线瓣石豆兰